# Jeep Avenger
Jeep Avenger är en kompakt CUV som den amerikanska biltillverkaren Jeep introducerade på Bilsalongen i Paris  i oktober 2022.
Jeeps minsta modell är främst avsedd för den europeiska marknaden och tillverkas i Stellantis polska fabrik i Tychy. Den utsågs till årets bil i Europa 2023.

## Motorer
| Modell    | Årsmodell | Motor               | Cylindervolym | Effekt | Bränslesystem            |
| --------- | --------- | ------------------- | ------------- | ------ | ------------------------ |
| 1.2 Turbo | 2023-     | 3-cyl radmotor DOHC | 1199 cm³      | 100 hk | Direktinsprutning, turbo |
| EV        | 2023-     | Elmotor             |               | 156 hk |                          |